# Thelypteris mortonii
Thelypteris mortonii là một loài thực vật có mạch trong họ Thelypteridaceae. Loài này được A.R. Sm. miêu tả khoa học đầu tiên năm 1973.